# Ніобати
Ніобати (рос. ниобаты, англ. niobates, нім. Niobate n pl) — солі ніобієвих кислот (ортоніобієвої H3NbO4 і метаніобієвої HNbO3). У мінералогії ніобати розглядаються як складні оксиди. 
Ніобати мінерального походження як домішки містять сполуки танталу. Використовують для одержання ніобію, танталу та інших рідкісних елементів.